# Хуан Переда Асбун
Хуан Переда Асбун (17 юни 1931 – 25 ноември 2012 г.) е боливийски генерал от военновъздушните сили, който служи като 52-ри президент на Боливия през 1978 г. Макар да управлява само четири месеца, възходът му бележи началото на най-нестабилния период в боливийската история, когато в рамките на малко повече от 4 години (1978 – 1982) се сменят 9 президенти – в контраст с предишните 7 години, в които страната има само един държавен глава.

## Биография
Хуан Переда е роден в Ла Пас на 17 юни 1931 г. Баща му е от семейство на търговци, а майка му – от богата палестинска християнска фамилия. Встъпва в боливийските въоръжени сили, като по-късно се присъединява към новосъздадените военновъздушни сили. Ръководи Военния авиационен колеж и по-късно е назначен за командир на ВВС. По време на диктатурата на Уго Банзер (1971 – 1978), заема постовете на министър на промишлеността и, в края на 70-те, министър на вътрешните работи – вторият най-влиятелен човек в режима.

### Избори и преврат през 1978 г.
През 1978 г. диктаторът Банзер решава да свика избори след 7 години на власт. Тъй като тогавашната конституция не му позволява преизбиране, той избира Переда за свой кандидат. Предполагало се, че изборите ще бъдат манипулирани, Перéда ще управлява 4 години, и след това Банзер ще се завърне като „цивилен“ лидер.
Планът обаче се проваля – лявата коалиция UDP на бившия президент Ернан Силес Суасо води убедително в социологическите проучвания. Официалните резултати обявяват победа на Переда с малко над 50%, но излизат доказателства за масови фалшификации – включително над 200 000 бюлетини повече от броя на регистрираните гласоподаватели.
В този момент Банзер „анулира изборите“, отрича връзка с измамата и прехвърля вината на Переда и обкръжението му.

### Преврат и кратко управление
Чувствайки се предаден и използван, Переда организира военен преврат през юли 1978 г., с подкрепата на офицери, разочаровани от Банзер. След свалянето на Банзер, Переда става „неконституционен президент“ на Боливия. Обещава нови избори в „разумен срок“, но не дава конкретни гаранции. Липсата на яснота и политическа програма водят до недоволство.
След четири месеца управление, е свален от демократично ориентирани офицери, ръководени от генерал Давид Падия.

### Последни години
Чувствайки се предаден както от Банзер, така и от собствените си съюзници, Переда напуска политиката и никога повече не участва в обществения живот. Умира на 25 ноември 2012 г. в Санта Крус де ла Сиера.